# مصر في الألعاب الأولمبية الصيفية 1936
نافست مصر في دورة الألعاب الأولمبية الصيفية 1936 في برلين بألمانيا، بوفد رياضي من 53 (كلهم رجال) مشارك في 10 رياضات مختلفة.